# یاکوب لوروت

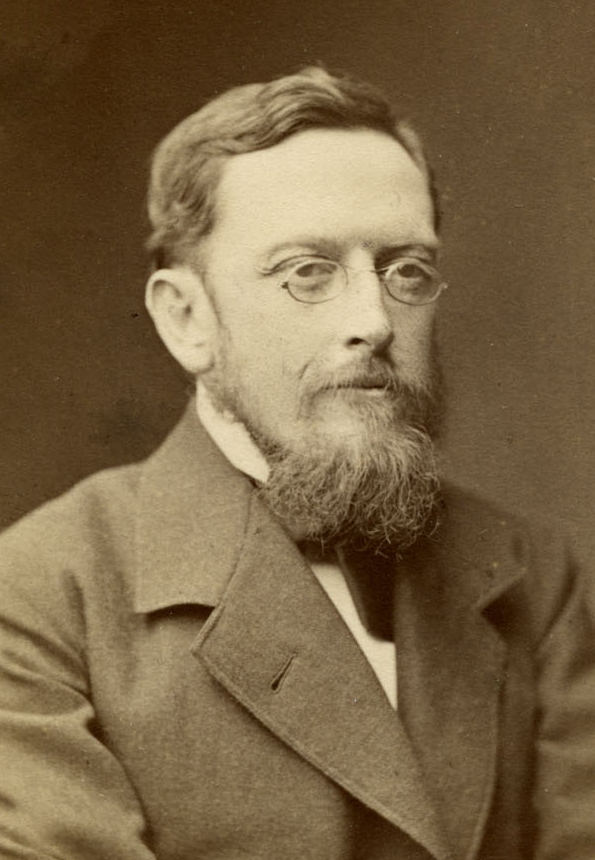
جیکوب لوروت

یاکوب لوروت (به آلمانی: Jacob Lüroth) (زاده ۱۸ فوریه ۱۸۴۴ در مانهایم - درگذشته ۱۴ سپتامبر ۱۹۱۰ در مونیخ) ریاضیدان اهل آلمان بود. 

## زندگینامه
لوروت در آغاز به ستاره‌شناسی دلبسته بود و یکچند به کار در رصد خانه مانهایم پرداخت و سپس در سال ۱۸۶۲ در دانشگاه بن سرگرم تحصیل ستاره‌شناسی شد ولی به دلیل ضعف بینایی این رشته را ترک گفت. از سال ۱۸۶۳ به تحصیل ریاضیات در دانشگاه هایدلبرگ روی آورد و در سال ۱۸۶۵ تحت سرپرستی اتو هسه مدرک دکترای ریاضی را به دست آورد. سپس آموختن ریاضیات را در دانشگاه برلین نزد وایرشتراس و در دانشگاه گیسن نزد کلبش پی گرفت و در سال ۱۸۶۷ درجه شایستگی را در دانشگاه هایدلبرگ به دست آورد و در همانجا به کار مشغول شد. از ۱۸۶۸ در دانشگاه کارلسروهه بود و در ۱۸۶۹ در همانجا به درجه استادی تمام رسید و از سال ۱۸۸۰ جانشین فلیکس کلاین در دانشگاه مونیخ شد. لوروت در پی یک حمله قلبی ناگهانی در حالی که در تعطیلات به سر می برد در گذشت. 

## کارنامه
لوروت در زمینه‌های بسیاری در هندسه و هندسه جبری کار کرد. به عنوان شاگرد کلبش و هسه او کارهای آنان در زمینه نظریه ناورداها را گسترش داد. او خم های درجه ۴ لوروت را که به نام خود او نامگذاری شده‌اند در جریان همین کارهایش در ادامه کارهای کلبش کشف نمود. کلبش به دنبال شرایطی بود که در صورت برقرار بودن آن‌ها یک خم درجه ۴ به صورت مجموع پنج جمله با توان ۴ قابل نمایش است. 
او همچنین به دلیل قضیه مشهوری که به نام خود او قضیه لوروت نامیده شده‌است نامبردار است. این قضیه به زبان هندسی میگوید که هر خم هم-گویا یک خم گویا است. 
لوروت همچنین به توپولوژی پرداخت و در تلاش اثبات این بود که بعد یک ناوردای توپولوژیک است. این قضیه اما نخستین بار به وسیله براوئر به اثبات رسید. 
کتاب در آمدی بر مکانیک وی بنا بر گفته ماکس نوتر نخستین کتاب درسی مکانیک است که از گونه نوشتاری برداری بهره میگیرد.

## آثار
- Vorlesungen über numerisches Rechnen. Teubner, Leipzig 1900.
- Grundriß der Mechanik. München, Ackermann 1881